# Lijst van wielerploegen/2012
Hieronder volgt een lijst van officieel door de UCI geregistreerde wielerploegen in 2012. 

## UCI World Tour-wielerploeg
| UCI-code | Ploegnaam              | Land                |
| -------- | ---------------------- | ------------------- |
| ALM      | AG2R-La Mondiale       | Frankrijk           |
| AST      | Astana Pro Team        | Kazachstan          |
| BMC      | BMC Racing Team        | Verenigde Staten    |
| EUS      | Euskaltel-Euskadi      | Spanje              |
| FDJ      | FDJ-BigMat             | Frankrijk           |
| OGE      | Orica-GreenEdge        | Australië           |
| KAT      | Team Katjoesja         | Rusland             |
| LAM      | Lampre-ISD             | Italië              |
| LIQ      | Liquigas-Cannondale    | Italië              |
| MOV      | Team Movistar          | Spanje              |
| LTB      | Lotto-Belisol          | België              |
| OPQ      | Omega Pharma-Quickstep | België              |
| RAB      | Rabobank               | Nederland           |
| RNT      | RadioShack-Nissan      | Luxemburg           |
| STB      | Saxo Bank-Tinkoff Bank | Denemarken          |
| SKY      | Sky ProCycling         | Verenigd Koninkrijk |
| GRS      | Team Garmin-Sharp      | Verenigde Staten    |
| VCD      | Vacansoleil-DCM        | Nederland           |

## Professionele continentale wielerploeg
| UCI-code | Ploegnaam                     | Land                | UCI-Tour         |
| -------- | ----------------------------- | ------------------- | ---------------- |
| ACC      | Accent.Jobs-Willems Veranda's | België              | UCI Europe Tour  |
| LAN      | Landbouwkrediet-Euphony       | België              | UCI Europe Tour  |
| TSV      | Topsport Vlaanderen-Mercator  | België              | UCI Europe Tour  |
| ACG      | Andalucía-Caja Granada        | Spanje              | UCI Europe Tour  |
| CJR      | Caja Rural                    | Spanje              | UCI Europe Tour  |
| BSC      | Bretagne-Schuller             | Frankrijk           | UCI Europe Tour  |
| COF      | Cofidis, le crédit en ligne   | Frankrijk           | UCI Europe Tour  |
| SAU      | Saur-Sojasun                  | Frankrijk           | UCI Europe Tour  |
| EUC      | Europcar                      | Frankrijk           | UCI Europe Tour  |
| FAR      | Farnese Vini–Selle Italia     | Verenigd Koninkrijk | UCI Europe Tour  |
| APP      | Team NetApp                   | Duitsland           | UCI Europe Tour  |
| COG      | Colnago-CSF Bardiani          | Ierland             | UCI Europe Tour  |
| UNA      | Utensilnord-Named             | Ierland             | UCI Europe Tour  |
| ASA      | Acqua & Sapone                | Italië              | UCI Europe Tour  |
| AND      | Androni Giocattoli            | Italië              | UCI Europe Tour  |
| ARG      | Argos-Shimano                 | Nederland           | UCI Europe Tour  |
| RVL      | Team RusVelo                  | Rusland             | UCI Europe Tour  |
| SPI      | Spidertech Powered by C10     | Canada              | UCI America Tour |
| COL      | Coldeportes-Colombia          | Colombia            | UCI America Tour |
| TT1      | Team Type 1-Sanofi            | Verenigde Staten    | UCI America Tour |
| UHC      | Unitedhealthcare Pro Cycling  | Verenigde Staten    | UCI America Tour |
| CSS      | Champion System Pro Cycling   | China               | UCI Asia Tour    |

## Continentale wielerploeg
Laatste aanpassing: 7 februari 2012
| UCI-code | Ploegnaam                                        | Land                | UCI-Tour         |
| -------- | ------------------------------------------------ | ------------------- | ---------------- |
| GVA      | Geofco-Ville d'Alger                             | Algerije            | UCI Africa Tour  |
| GSP      | Groupement Sportif Pétrolier Algérie             | Algerije            | UCI Africa Tour  |
| OTA      | Olympique Team Algérie                           | Algerije            | UCI Africa Tour  |
| VCS      | Vélo Club Sovac Algérie                          | Algerije            | UCI Africa Tour  |
| SLS      | San Luis Somos Todos                             | Argentinië          | UCI America Tour |
| BFL      | Team Budget Fork Lifts                           | Australië           | UCI Oceania Tour |
| DPC      | Drapac Cycling                                   | Australië           | UCI Oceania Tour |
| GEN      | Genesys Wealth Advisers                          | Australië           | UCI Oceania Tour |
| JAI      | Team Jayco-AIS                                   | Australië           | UCI Oceania Tour |
| SKT      | An Post-Sean Kelly                               | België              | UCI Europe Tour  |
| BKP      | BKCP-Powerplus                                   | België              | UCI Europe Tour  |
| CMD      | Colba-Superano Ham                               | België              | UCI Europe Tour  |
| FWB      | Idemasport-Biowanze                              | België              | UCI Europe Tour  |
| JVC      | Jong Vlaanderen Cycling Team                     | België              | UCI Europe Tour  |
| PCW      | Lotto-Pôle Continental Wallon                    | België              | UCI Europe Tour  |
| SUN      | Sunweb-Revor                                     | België              | UCI Europe Tour  |
| FID      | Telenet-Fidea                                    | België              | UCI Europe Tour  |
| WBC      | Wallonie Bruxelles-Crédit Agricole               | België              | UCI Europe Tour  |
| DAT      | Clube Dataro de Cilclismo                        | Brazilië            | UCI America Tour |
| FUN      | Funvic-Pindamonhangaba                           | Brazilië            | UCI America Tour |
| RCT      | Real Cycling Team                                | Brazilië            | UCI America Tour |
| EKG      | Ekoi.com-Gaspésien                               | Canada              | UCI America Tour |
| SLY      | China 361° Cycling Team                          | China               | UCI Asia Tour    |
| JLC      | China Jilun Cycling Team                         | China               | UCI Asia Tour    |
| GTC      | Gan Su Sports Lottery                            | China               | UCI Asia Tour    |
| HEN      | Henxiang Cycling Team                            | China               | UCI Asia Tour    |
| HBR      | Holy Brother Cycling Team                        | China               | UCI Asia Tour    |
| MCT      | Malak Cycling Team                               | China               | UCI Asia Tour    |
| MSS      | Max Success Sports                               | China               | UCI Asia Tour    |
| TYD      | Qinghai Tianyoude Cycling Team                   | China               | UCI Asia Tour    |
| COD      | Colombia-Comcel                                  | Colombia            | UCI America Tour |
| EPM      | EPM-UNE                                          | Colombia            | UCI America Tour |
| GOB      | Goberbacion de Antioqua-Indeportes Antiqoia      | Colombia            | UCI America Tour |
| MOT      | Movistar Team                                    | Colombia            | UCI America Tour |
| BWC      | Blue Water Cycling                               | Denemarken          | UCI Europe Tour  |
| GLU      | Glud&Marstrand-LRØ Rådgivning                    | Denemarken          | UCI Europe Tour  |
| CWO      | Christina Watches-Onfone                         | Denemarken          | UCI Europe Tour  |
| DKK      | Designa Køkken-Knudsgaard                        | Denemarken          | UCI Europe Tour  |
| JJS      | J.Jensen-Sandstød Salg og Event                  | Denemarken          | UCI Europe Tour  |
| TTF      | TRE-FOR                                          | Denemarken          | UCI Europe Tour  |
| VPC      | Team Concordia Forsikring-Himmerland             | Denemarken          | UCI Europe Tour  |
| LKT      | LKT Team Brandenburg                             | Duitsland           | UCI Europe Tour  |
| NSP      | Team NSP-Ghost                                   | Duitsland           | UCI Europe Tour  |
| TRS      | Team Eddy Merckx-Indeland                        | Duitsland           | UCI Europe Tour  |
| TSP      | Nutrixxion Abus                                  | Duitsland           | UCI Europe Tour  |
| TTR      | Raiko Stölting                                   | Duitsland           | UCI Europe Tour  |
| THF      | Team Heizomat                                    | Duitsland           | UCI Europe Tour  |
| SCS      | Team Specialized Concept Store                   | Duitsland           | UCI Europe Tour  |
| TET      | Thüringer Energie Team                           | Duitsland           | UCI Europe Tour  |
| MPC      | Marco Polo Cycling-Donckers Koffie               | Ethiopië            | UCI Africa Tour  |
| AUB      | Auber 93                                         | Frankrijk           | UCI Europe Tour  |
| LPM      | La Pomme Marseille                               | Frankrijk           | UCI Europe Tour  |
| RLM      | Roubaix Lille Métropôle                          | Frankrijk           | UCI Europe Tour  |
| VRU      | Veranda Rideau-Super U                           | Frankrijk           | UCI Europe Tour  |
| TKT      | Gios Deyser-Leon Kastro                          | Griekenland         | UCI Europe Tour  |
| SPT      | SP Tableware Cycling Team                        | Griekenland         | UCI Europe Tour  |
| EDR      | Endura Racing                                    | Verenigd Koninkrijk | UCI Europe Tour  |
| RCS      | Rapha Condor-Sharp                               | Verenigd Koninkrijk | UCI Europe Tour  |
| IGS      | Team IG-Sigma Sport                              | Verenigd Koninkrijk | UCI Europe Tour  |
| NGR      | Node 4-Giordana Racing                           | Verenigd Koninkrijk | UCI Europe Tour  |
| RAL      | Team Raleigh-GAC                                 | Verenigd Koninkrijk | UCI Europe Tour  |
| UKY      | UK Youth Cycling                                 | Verenigd Koninkrijk | UCI Europe Tour  |
| AZC      | Azad University Cross Team                       | Iran                | UCI Asia Tour    |
| MES      | Mes Kerman                                       | Iran                | UCI Asia Tour    |
| TPT      | Tabriz Petrochemical Team                        | Iran                | UCI Asia Tour    |
| MIE      | Miche-Guerciotti                                 | Italië              | UCI Europe Tour  |
| IDE      | Team Idea                                        | Italië              | UCI Europe Tour  |
| WIT      | Team WIT                                         | Italië              | UCI Europe Tour  |
| AIS      | Aisan Racing Team                                | Japan               | UCI Asia Tour    |
| BGT      | Bridgestone Anchor                               | Japan               | UCI Asia Tour    |
| CSZ      | Cannondale SpaceZeropoint                        | Japan               | UCI Asia Tour    |
| MTR      | Matrix Powertag                                  | Japan               | UCI Asia Tour    |
| SMN      | Shimano Racing Team                              | Japan               | UCI Asia Tour    |
| PPO      | Team Nippo                                       | Japan               | UCI Asia Tour    |
| UKO      | Team Ukyo                                        | Japan               | UCI Asia Tour    |
| BLZ      | Utsonomiya Blitzen                               | Japan               | UCI Asia Tour    |
| AS2      | Continental Team Astana                          | Kazachstan          | UCI Asia Tour    |
| LOB      | Loborika Favorit Team                            | Kroatië             | UCI Europe Tour  |
| MKT      | Meridiana Kamen Team                             | Kroatië             | UCI Europe Tour  |
| ALB      | Alpha Baltic-UnityMarathons.com                  | Letland             | UCI Europe Tour  |
| RBD      | Rietmu-Delfin                                    | Letland             | UCI Europe Tour  |
| LET      | Leopard-Trek Continental Team                    | Luxemburg           | UCI Europe Tour  |
| CCD      | Team Differdange-Magic-Sportfood.de              | Luxemburg           | UCI Europe Tour  |
| TSG      | Terengganu Cycling Team                          | Maleisië            | UCI Asia Tour    |
| RIJ      | Cyclingteam De Rijke                             | Nederland           | UCI Europe Tour  |
| CJP      | Cyclingteam Jo Piels                             | Nederland           | UCI Europe Tour  |
| KOG      | Koga Cycling Team                                | Nederland           | UCI Europe Tour  |
| MET      | Metec Continental Cyclingteam                    | Nederland           | UCI Europe Tour  |
| RB3      | Rabobank Continental Team                        | Nederland           | UCI Europe Tour  |
| SUB      | Subway Cycling Team                              | Nieuw-Zeeland       | UCI Oceania Tour |
| AUC      | Argon 18-Unaas Cycling                           | Noorwegen           | UCI Europe Tour  |
| FRT      | Froy-Trek                                        | Noorwegen           | UCI Europe Tour  |
| TJM      | Joker Merida                                     | Noorwegen           | UCI Europe Tour  |
| TNS      | Oneco-Mesterhus Cycling Team                     | Noorwegen           | UCI Europe Tour  |
| PBC      | Plussbank-BMC                                    | Noorwegen           | UCI Europe Tour  |
| KRA      | Ringeriks-Kraft Look                             | Noorwegen           | UCI Europe Tour  |
| OHR      | Team Oster Hus-Ridley                            | Noorwegen           | UCI Europe Tour  |
| AMO      | Amore & Vita                                     | Oekraïne            | UCI Europe Tour  |
| ISD      | ISD-Lampre Continental                           | Oekraïne            | UCI Europe Tour  |
| KLS      | Kolls Cycling Team                               | Oekraïne            | UCI Europe Tour  |
| KTM      | Arbö Gebrüder Weiss-Oberndorfer                  | Oostenrijk          | UCI Europe Tour  |
| RAD      | RC Arbö Wels Gourmetfein                         | Oostenrijk          | UCI Europe Tour  |
| VBG      | Team Vorarlberg                                  | Oostenrijk          | UCI Europe Tour  |
| TIR      | Tirol Cycling Team                               | Oostenrijk          | UCI Europe Tour  |
| WSA      | WSA-Viperbike Kärnten                            | Oostenrijk          | UCI Europe Tour  |
| STF      | Start Cycling Team-Atacama Flowery Desert        | Paraguay            | UCI America Tour |
| BGZ      | Bank BGZ                                         | Polen               | UCI Europe Tour  |
| BDC      | BDC-Marcpol Team                                 | Polen               | UCI Europe Tour  |
| CCC      | CCC Polkowice                                    | Polen               | UCI Europe Tour  |
| WIB      | Wibatech-LMGK Ziemia Brzeska                     | Polen               | UCI Europe Tour  |
| PRT      | Carmin-Prio                                      | Portugal            | UCI Europe Tour  |
| EFG      | Efapel-Glassdrive                                | Portugal            | UCI Europe Tour  |
| LAR      | LA-Antarte                                       | Portugal            | UCI Europe Tour  |
| BOA      | Onda                                             | Portugal            | UCI Europe Tour  |
| TCT      | Tusnad Cycling Team                              | Roemenië            | UCI Europe Tour  |
| TIK      | Itera-Katusha                                    | Rusland             | UCI Europe Tour  |
| LOK      | Lokosphinx                                       | Rusland             | UCI Europe Tour  |
| TSI      | OCBC Singapore Continental Cycling Team          | Singapore           | UCI Europe Tour  |
| ADR      | Adria Mobil                                      | Slovenië            | UCI Europe Tour  |
| RAR      | Zheroquadro Radenska                             | Slovenië            | UCI Europe Tour  |
| SAK      | Sava                                             | Slovenië            | UCI Europe Tour  |
| DUK      | Dukla Trencin Trek                               | Slowakije           | UCI Europe Tour  |
| BUR      | Burgos BH-Castilla y León                        | Spanje              | UCI Europe Tour  |
| ORB      | Orbea Continental                                | Spanje              | UCI Europe Tour  |
| ACT      | Action Cycling Team                              | Taiwan              | UCI Asia Tour    |
| RTS      | RTS Racing Team                                  | Taiwan              | UCI Asia Tour    |
| TSM      | Team Senter-Merida                               | Taiwan              | UCI Asia Tour    |
| ASP      | AC Sparta Praha                                  | Tsjechië            | UCI Europe Tour  |
| ADP      | ASC Dukla Praha                                  | Tsjechië            | UCI Europe Tour  |
| WHI      | Whirlpool-Author                                 | Tsjechië            | UCI Europe Tour  |
| KTS      | Konya Torku Seker Spor                           | Turkije             | UCI Europe Tour  |
| MNS      | Salcano-Manisaspor Cycling Team                  | Turkije             | UCI Europe Tour  |
| BPC      | Bissell Pro Cycling                              | Verenigde Staten    | UCI America Tour |
| RCC      | Competitive Cyclist Racing Team                  | Verenigde Staten    | UCI America Tour |
| BHD      | BMC-Hincapie Sportswear Development Team         | Verenigde Staten    | UCI America Tour |
| TLS      | Bontrager Livestrong Team                        | Verenigde Staten    | UCI America Tour |
| CDT      | Chipotle Development Team                        | Verenigde Staten    | UCI America Tour |
| JSH      | Jamis-Sutter Home                                | Verenigde Staten    | UCI America Tour |
| JBC      | Jelly Belly Cycling                              | Verenigde Staten    | UCI America Tour |
| KPC      | Kenda-5-Hour Energy Cycling Team                 | Verenigde Staten    | UCI America Tour |
| XRG      | Team Energy                                      | Verenigde Staten    | UCI America Tour |
| TMK      | Team Mountain Khakis-Smartshop                   | Verenigde Staten    | UCI America Tour |
| OPT      | Team Optum Presented By Kelly Benefit Strategies | Verenigde Staten    | UCI America Tour |
| WPC      | Wonderful Pistachios Cycling                     | Verenigde Staten    | UCI America Tour |
| MTN      | MTN Qhubeka                                      | Zuid-Afrika         | UCI Africa Tour  |
| BNT      | Team Bonitas                                     | Zuid-Afrika         | UCI Africa Tour  |
| GGC      | Geumsan Ginseng Cello                            | Zuid-Korea          | UCI Asia Tour    |
| KSP      | KSPO                                             | Zuid-Korea          | UCI Asia Tour    |
| SCT      | Seoul Cycling Team                               | Zuid-Korea          | UCI Asia Tour    |
| TCC      | Team Cykelcity.se                                | Zweden              | UCI Europe Tour  |
| ARH      | Atlas Personal-Jakroo                            | Zwitserland         | UCI Europe Tour  |